# Heide Wollert
Heide Wollert (ur. 16 maja 1982) – niemiecka judoczka, brązowa medalistka mistrzostw świata, mistrzyni Europy.
Dotychczas na Mistrzostwach Świata zdobyła jeden medal – brązowy w Rotterdamie, zaś na Mistrzostwach Europy cztery – 1 złoty, 2 srebrne i 1 brązowy. Na igrzyskach olimpijskich startowała raz – w Pekinie zajęła 7. miejsce. Druga na akademickich MŚ w 2006 roku. Startowała w Pucharze Świata w latach 2001–2011, 2013 i 2014.